# Cykl Ekumena
Cykl Ekumena (także Cykl haiński, z gr. οἰκουμένη oikumene – „świat zaludniony” – zob. Ekumena) składający się z kilku powieści i opowiadań fantastycznonaukowych cykl amerykańskiej pisarki Ursuli K. Le Guin. W utworach Le Guin wykorzystuje różne konteksty społeczne i środowiskowe, aby zbadać antropologiczne i socjologiczne skutki ewolucji człowieka w tych zróżnicowanych środowiskach.
Do najbardziej znanych elementów cyklu należą powieści Lewa ręka ciemności (1969) i Wydziedziczeni (1974), które zdobyły najważniejsze nagrody literackie w dziedzinie fantastyki. Nagrody zdobyła też nowela Słowo „las” znaczy „świat” (1972) i opowiadanie Dzień przed rewolucją (1974).

## Fabuła
Akcja utworów rozgrywa się w alternatywnej przyszłości, w której  rasa haińska skolonizowała dziesiątki zdatnych do zamieszkania planet. Potem nastąpił okres utraty kontaktu – światy stały się samodzielne i zapomniały o łączących je więzach, zazwyczaj tracąc osiągnięcia swych twórców. Teraz, po milionach lat, Haińczycy próbują powiązać ze sobą napotkane cywilizacje, jednocząc je w luźnym związku samodzielnych planet. Pierwsza próba, nazwana Ligą Wszystkich Światów upada pod potęgą kosmicznych najeźdźców zwanych Shinga. Ekumena to nowsze, pozbawione przemocy, niosące tylko wiedzę i pomoc rozwiązanie, aby ponownie zjednoczyć znane światy ludzkie.
Większość planet zamieszkanych jest przez standardową rasę ludzką pochodzenia haińskiego, z niewielkimi wyjątkami, które mogą być wynikiem eksperymentów biologicznych: Hilfy z S, hermafrodyci z Gethen, skrzydlate hominidy z Rokananu, futrzaste hominidy z Athshe. Niektóre z planet, jak Alterra mogły zostać skolonizowane dwukrotnie.
Przedstawicielami Ekumeny są Stabile, pozostający na macierzystych planetach oraz Mobile, ambasadorzy na poszczególnych planetach. Kontaktują się ze sobą za pomocą ansibli.

## Utwory w cyklu Ekumena

### Powieści
- 1966 Świat Rocannona („Rocannon's World”)
- 1966 Planeta wygnania („Planet of Exile”)
- 1967 Miasto złudzeń („City of illusions”)
- 1969 Lewa ręka ciemności („The Left Hand of Darkness”)
- 1974 Wydziedziczeni („The Dispossessed: An Ambiguous Utopia”)
- 1976 Słowo „las” znaczy „świat” („The Word for World is Forest”)
- 2000 Opowiadanie świata („The Telling”)

### Zbiory opowiadań
- 1975 Wszystkie strony świata („The Wind's Twelve Quarters”, zawiera m.in. opowiadania należące do uniwersum Ekumeny i świata Ziemiomorza)
- 1994 Rybak znad Morza Wewnętrznego („A Fisherman of the Inland Sea”, zawiera m.in. opowiadania należące do uniwersum Ekumeny)
- 1995 Cztery drogi ku przebaczeniu („Four Ways to Forgiveness”, cztery opowiadania osadzone w uniwersum Ekumeny)
- 2002 Urodziny świata („The Birthday of the World”, większość opowiadań należy do uniwersum Ekumeny)

## Chronologia zdarzeń
Sama Le Guin nie uważała, że jej książki są częścią planowanego cyklu lub serii, pisząc na swojej stronie internetowej, że „[książki te] nie są cyklem ani sagą. Nie tworzą spójnej historii”, i zauważając, że można je czytać w dowolnej kolejności. Kolejne utwory nie powstawały zgodnie z chronologią zdarzeń w świecie Ekumeny. Wydarzenia można podzielić z grubsza na dwa okresy: Liga Wszystkich Światów i właściwa Ekumena. Daty umieszczone przy niektórych powieściach zostały zaproponowane jako ramy czasowe przez Iana Watsona, brytyjskiego pisarza s-f. Kolejność chronologiczna (fragmentaryczna) prezentuje się następująco:
- Dzień przed rewolucją w tomie Wszystkie strony świata
- Wydziedziczeni 2300 n.e.
- Słowo „las” znaczy „świat” 2368 n.e.
- Naszyjnik Semley w tomie Wszystkie strony świata (włączony także w skład powieści poniżej)
- Świat Rocannona 2684 n.e.
- Szerzej niż imperia i wolniej w tomie Wszystkie strony świata
- Planeta wygnania 3755 n.e.
- Miasto złudzeń 4370 n.e.
- Lewa ręka ciemności 4670 n.e.
- Królowa Zimy w tomie Wszystkie strony świata
- Opowiadanie świata